# Philemon meyeri
El filemón de Meyer (Philemon meyeri) es una especie de ave paseriforme de la familia Meliphagidae endémica de Nueva Guinea. El nombre de la especie conmemora al antropólogo y ornitólogo alemán Adolf Bernhard Meyer quien lo recolectó en las Indias Orientales Neerlandesas.